# Камышино (Таврический район)
Камы́шино — деревня в Таврическом районе Омской области. Входит в состав Харламовского сельского поселения.

## История
Основана в 1898 году. В 1928 году деревня состояла из 37 хозяйств, основное население — русские. В административном отношении являлась центром Камышинского сельсовета Сосновского района Омского округа Сибирского края.

## Население
| 1926 | 2002 | 2010 |
| ---- | ---- | ---- |
| 208  | ↗281 | →281 |

## Улицы
- ул. Бормотова,
- ул. Камышинская,
- пер. Школьный